# Muzeum św. Augustyna w Genui
Muzeum św. Augustyna (wł. Museo di Sant’Agostino) – muzeum sztuki w Genui, mieszczące się w byłym kompleksie kościelno-klasztornym augustianów, adaptowanym na cele wystawiennicze. Zbiory muzeum koncentrują się na sztuce Genui i Ligurii. W kolekcji znajdują się dzieła takich artystów jak: Giovanni Pisano, Barnaba da Modena, Luca Cambiaso i Pierre Puget.

## Historia muzeum

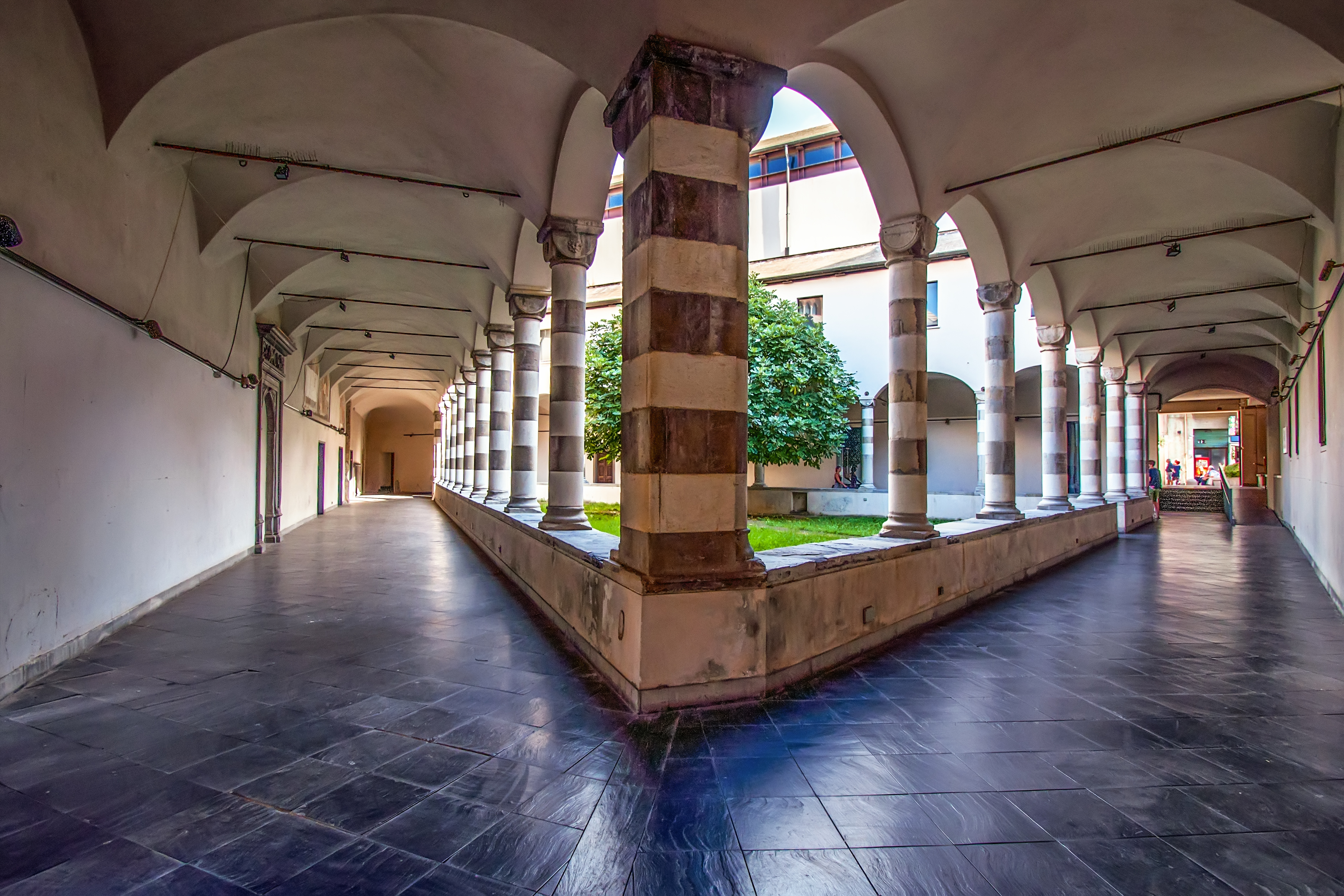
Krużganek trójkątny

Muzeum mieści się w dawnym klasztorze św. Augustyna, zbudowanym około 1260 roku i rozbudowanym w XVI wieku. Zajmuje pomieszczenia zakonne, zbudowane wokół dwóch krużganków, z których pierwszy powstał w późnym średniowieczu na planie trójkąta, a drugi w XVII wieku na planie czworokąta. W kompleksie muzeum znajduje się również kościół, zdesakralizowany w 1798 roku i przekształcony w audytorium.Muzeum po raz pierwszy otwarto w 1939 roku. Nosiło ono wówczas nazwę Muzeum Architektury i Rzeźby Liguryjskiej (Museo di Architettura e Scultura Ligure), ponieważ wiele z zachowanych w nim dzieł sztuki pochodziło z ważnych budynków miejskich, głównie sakralnych, w tym z dwóch głównych kompleksów klasztornych miasta: kościoła San Francesco di Castelletto i kościoła San Domenico, które zniknęły na przestrzeni wieków z pejzażu architektonicznego miasta. W czasie II wojny światowej muzeum poniosło ciężkie straty.
W okresie powojennym kościół był przez kilka dziesięcioleci używany jako depozyt rzeźb, fragmentów architektonicznych i wolno stojących fresków. W latach 1977–1992 sale muzealne zostały odnowione przez firmę Albini-Helg-Piva. Projektując nowe muzeum, architekci umiejętnie połączyli istniejący budynek z nowymi konstrukcjami, w większości wykonanymi z czarnej stali, kamienia i szkła. W 1984 roku zainaugurowano Muzeum Sant’Agostino.
W 2009 roku został zainaugurowany Dział Malarstwa, zawierający obrazy tablicowe z okresu od końca XII do początku XVI wieku. Zgodnie z koncepcją włączono tu też rzeźby z kamienia i drewna, wyroby z majoliki oraz elementy wyposażenia wnętrz. W roku następnym zainaugurowano Dział Ceramiki, którego zbiory ilustrują wymianę handlową i kulturalną pomiędzy różnymi częściami wybrzeża Morza Śródziemnego.

## Zbiory

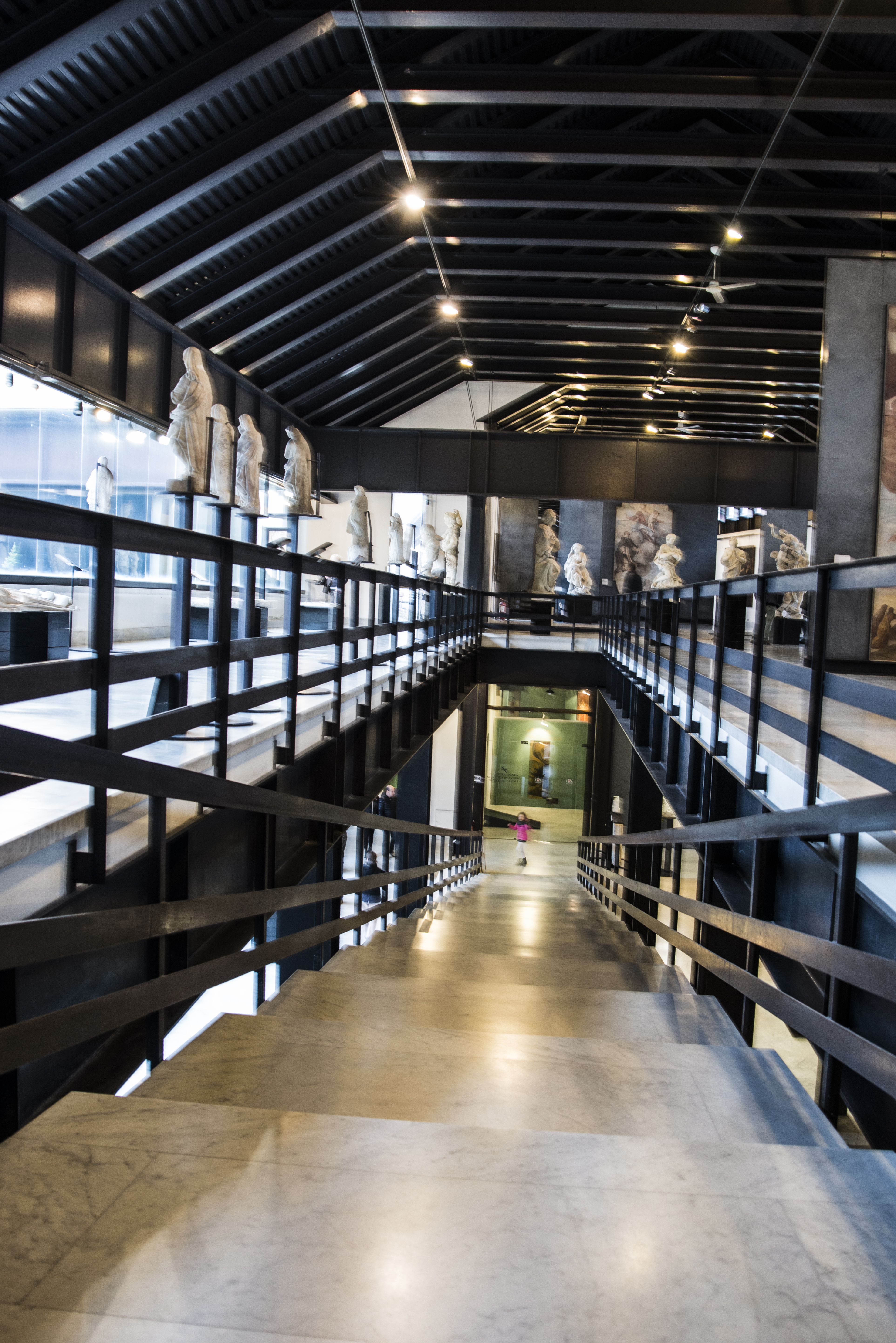
Zmodernizowane galerie wystawowe

Zgodnie z założeniami kolekcja muzealna obejmuje rzeźby, dekoracje architektoniczne, obrazy i przedmioty użytkowe pochodzące z X wieku do XVIII wieku, a zwłaszcza z okresu średniowiecza i renesansu, kiedy Genua była jedną z wiodących potęg morskich w Europie. Ekspozycja zbiorów daje pogląd na ewolucję sztuki figuratywnej w tym okresie, prezentując sugestywne odniesienia do sztuki francuskiej, rzymskiej, lombardzkiej i toskańskiej. Dokumentuje zarazem znaczenie Genui w późnym średniowieczu nie tylko jako centrum gospodarczego i politycznego, ale również jako łącznika między włoskimi, śródziemnomorskimi i flamandzkimi osiągnięciami artystycznymi. W zbiorach muzeum nie ma zbyt wielu dzieł artystów o międzynarodowej renomie (poza rzeźbami Giovanniego Pisano i Pierre’a Pugeta); kolekcja poświęcona jest przede wszystkim artystom pochodzącym z Genui i regionu Ligurii.
Na parterze mieści się niewielka wystawa wczesnośredniowiecznych rzeźb i dekoracji oraz wszystkie pomieszczenia usługowe dla odwiedzających, w tym niewielka księgarnia oraz kawiarnia.
Chronologicznie uporządkowane galerie na pierwszym i drugim piętrze eksponują najważniejsze dzieła sztuki.

### I piętro
Wystawa na pierwszym piętrze obejmuje zdobione elementy architektoniczne, w tym kapitele, kolumny, portale, fryzy oraz rzeźby i przedmioty kultu religijnego z okresu od XIII do XV wieku, pochodzące głównie z dawnych kościołów i klasztorów znajdujących się w Genui i okolicy. Uwagę zwracają: pomnik nagrobny pierwszego doży Genui, Simone Boccanegry, dzieło nieznanego artysty z 1363 roku oraz pozostałości pomnika nagrobnego Małgorzaty Brabanckiej, żony cesarza Henryka VII Luksemburskiego, zrealizowany w latach 1313–1314 przez Giovanniego Pisana. Oba zabytki pochodzą ze zniszczonego kościoła San Francesco di Castelletto.
W latach 2017–2018, w ramach ogólnej przebudowy muzeum św. Augustyna, główną uwagę poświęcono nowej ekspozycji grupy rzeźbiarskiej z nagrobka Małgorzaty Brabanckiej, wyjątkowego dzieła sztuki sepulkralnej Giovanniego Pisano, który miał w chwili jej realizacji prawie siedemdziesiąt lat, a zbudowany przez niego pomnik wywarł twórczy wpływ na kilka pokoleń artystów. Dzieło, zanim trafiło do muzeum św. Augustyna, było w latach 50. XX wieku zaprezentowane w oryginalny sposób w Palazzo Bianco przez Franca Albiniego, który umieścił je na specjalnym tłoku dając zwiedzającemu możliwość wyobrażenia sobie procesu twórczego artysty.

### II piętro
Na drugim piętrze znajdują się dzieła sztuki z okresu od późnego średniowiecza do XVIII wieku – są to głównie rzeźby, obrazy, ceramika i dekoracje architektoniczne, w tym ważne rzeźby Guglielma Della Porta (David, ok. 1515) oraz Pierre’a Pugeta (Madonna z Dzieciątkiem i Porwanie Heleny), a także obrazy takich artystów jak: Barnaba da Modena (Najświętsza Maryja Panna ze św. Katarzyną i św. Mikołajem, ok. 1380), Luca Cambiaso, Valerio Castello, Giovanni Mazone, Ludovico Brea i Luca Baudo. Obok nich wystawione są mniej znane dzieła artystów anonimowych, takie jak: popiersie nieznanego włoskiego szlachcica z XVI wieku, dekoracyjne, drewniane rzeźby z czasów średniowiecza a zwłaszcza cykl obrazów olejnych na podkładzie łupkowym (wśród nich okazała Ostatnia Wieczerza, namalowana w 1622 roku przez Giulia Bensa).

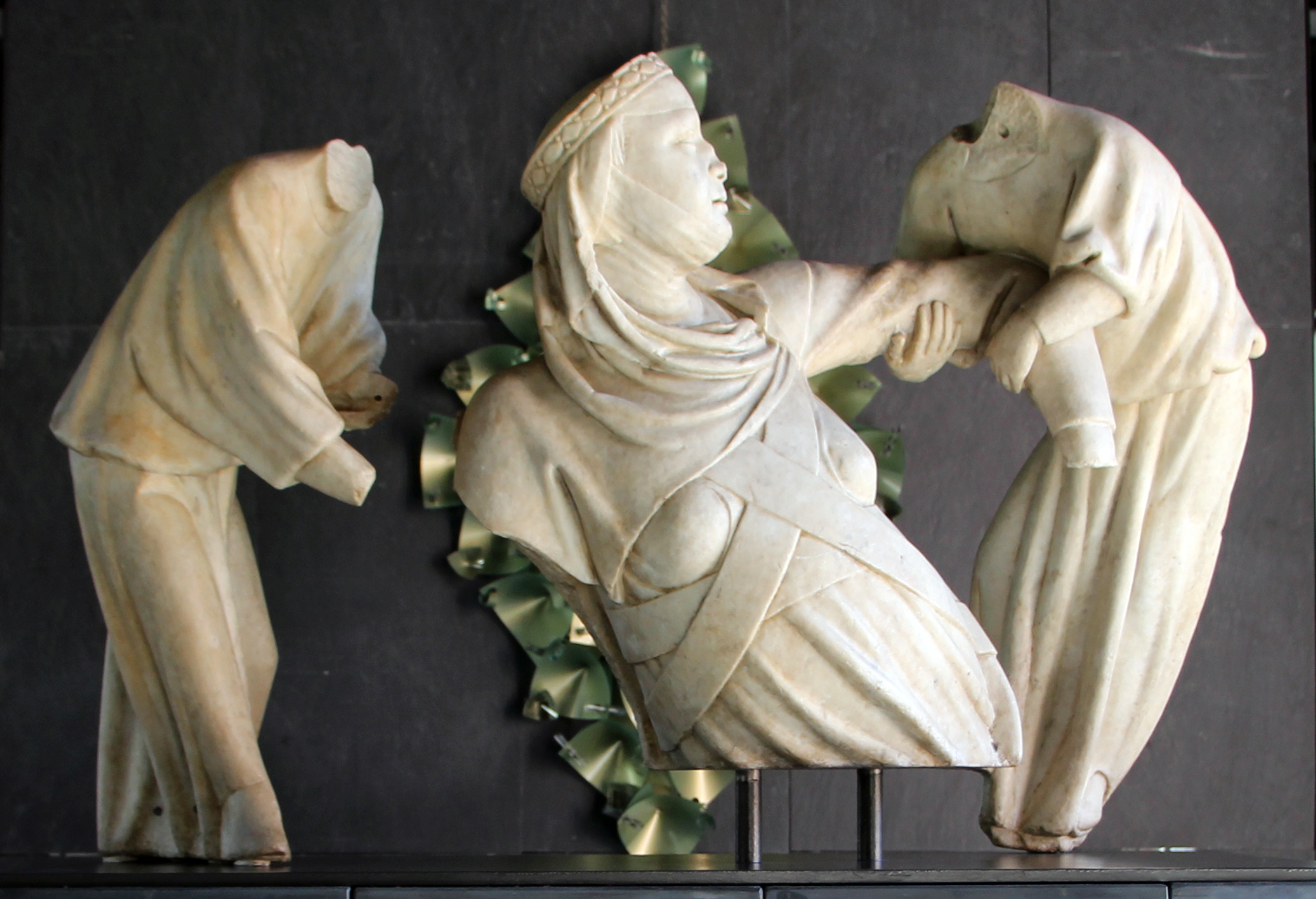
Giovanni Pisano, Małgorzata Brabancka unoszona do nieba przez dwóch aniołów, ok. 1313
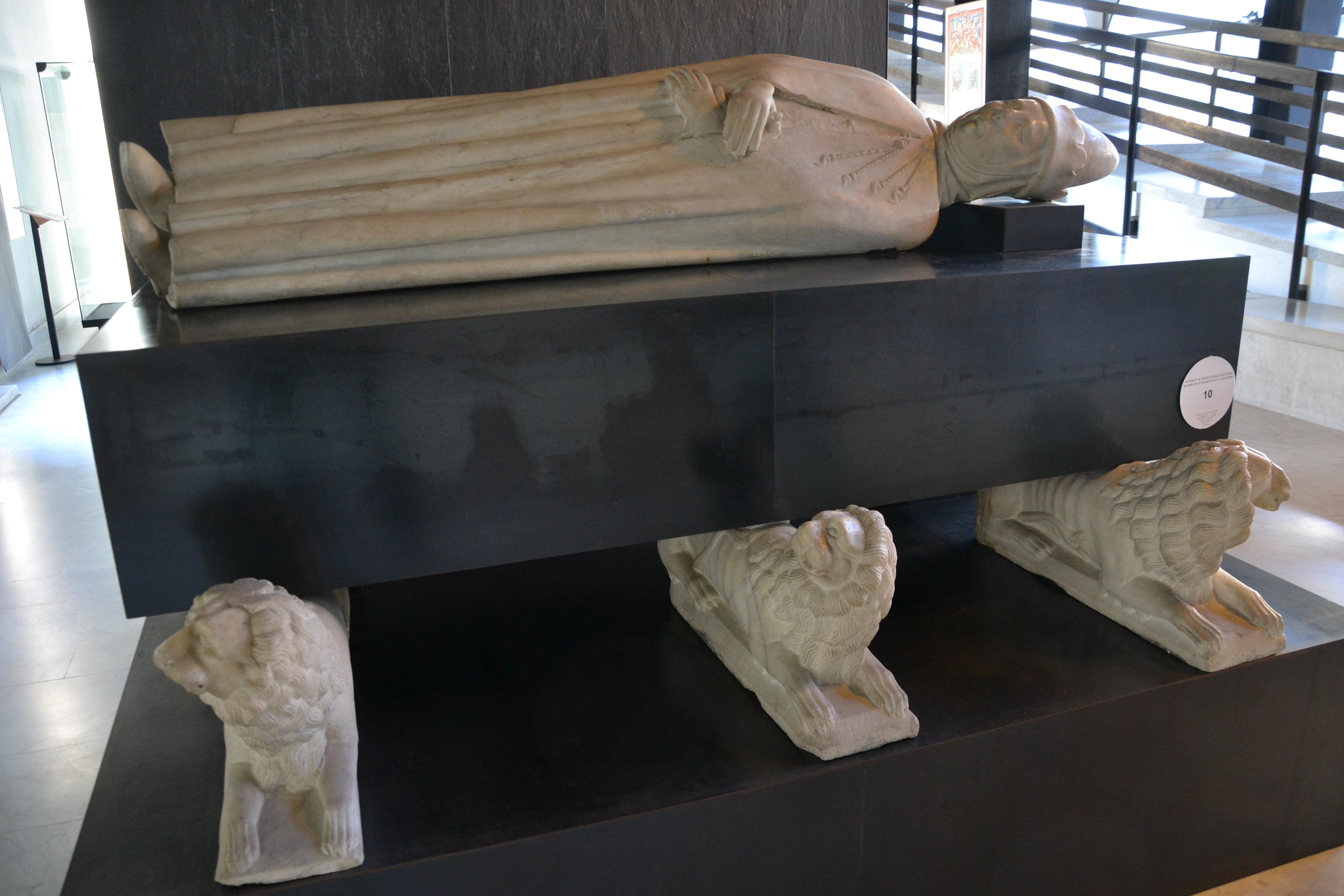
Pomnik nagrobny Simone Boccanegry
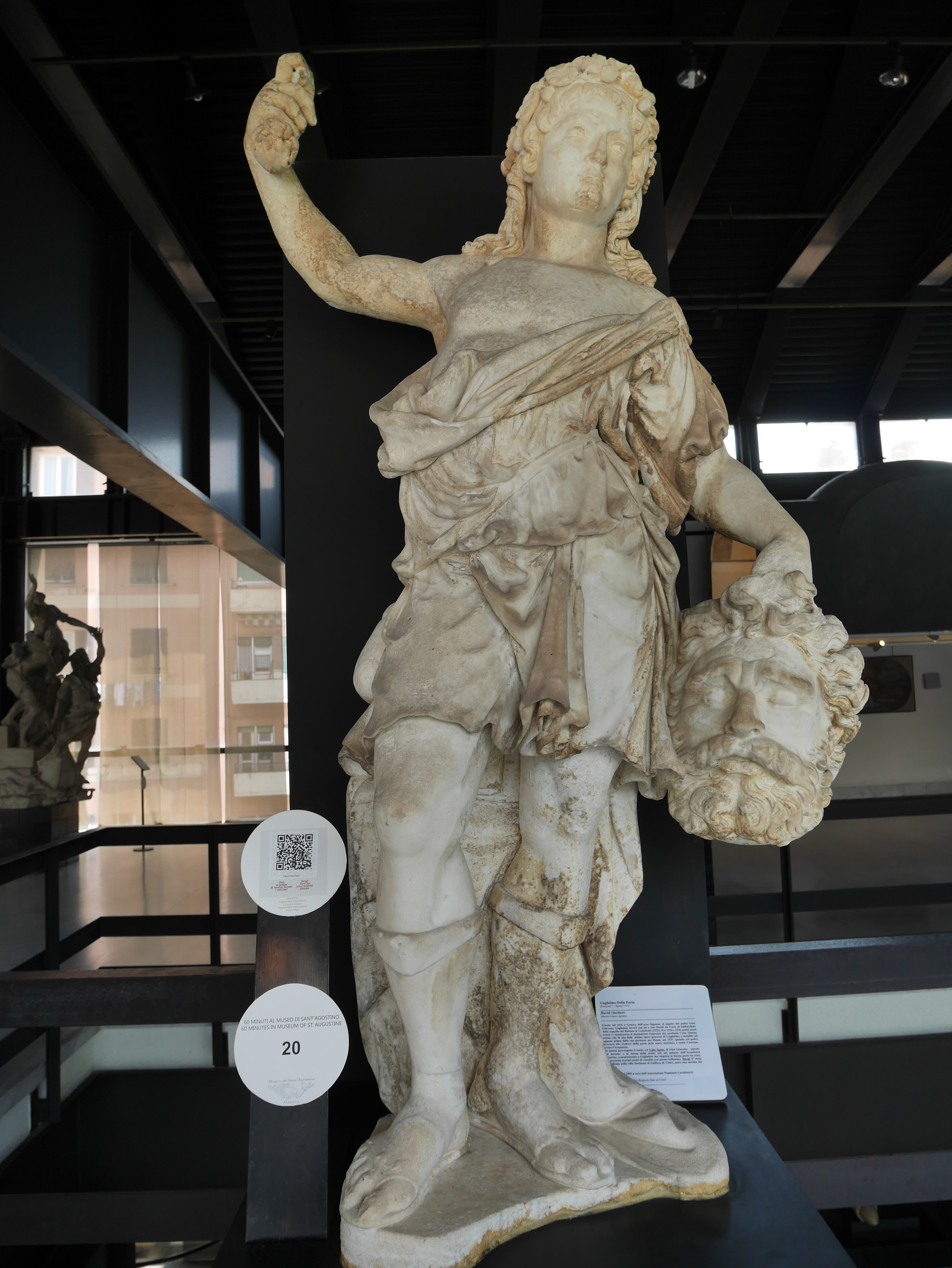
Guglielmo Della Porta,  Dawid
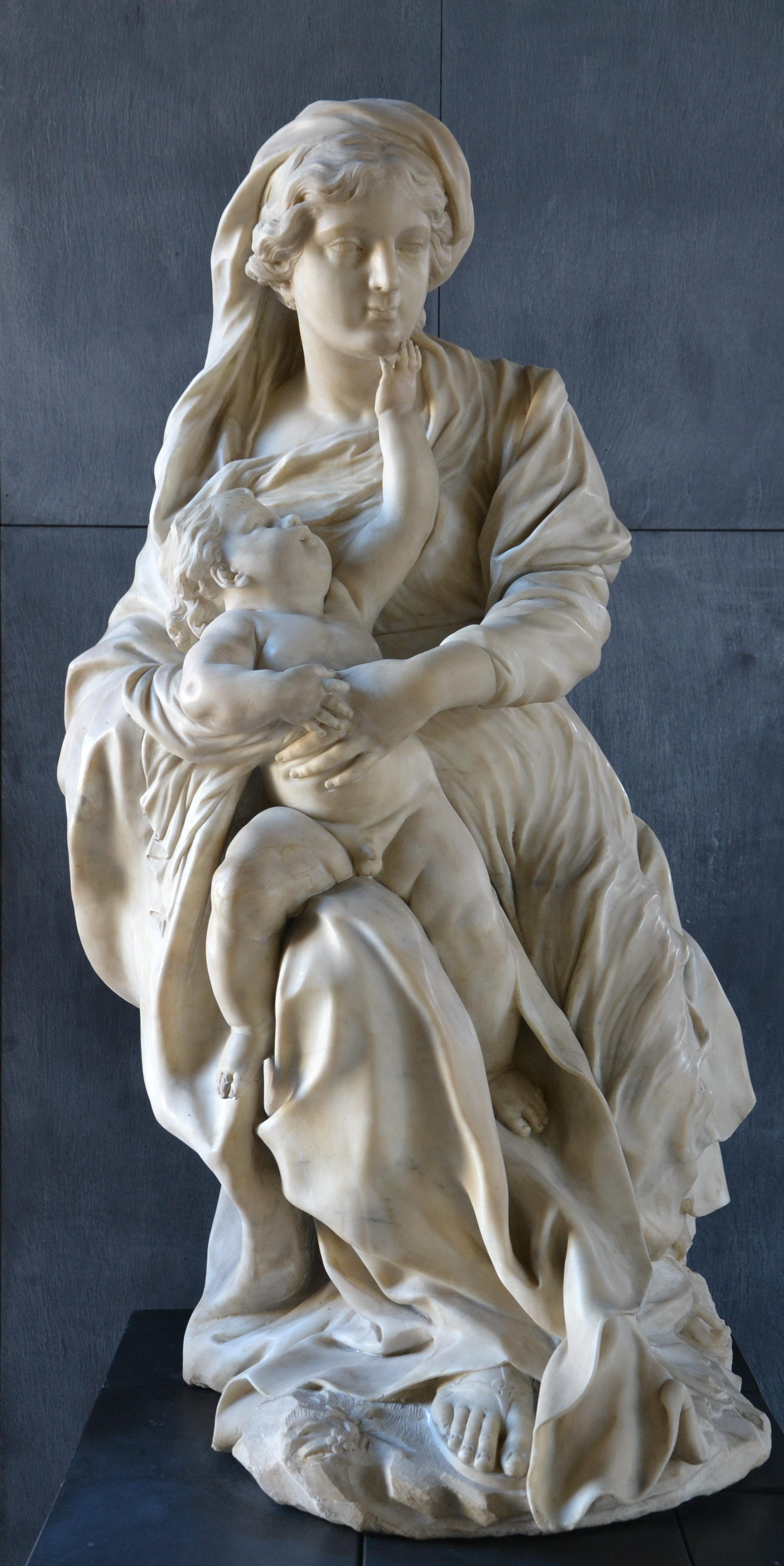
Pierre Puget, Madonna z Dzieciątkiem
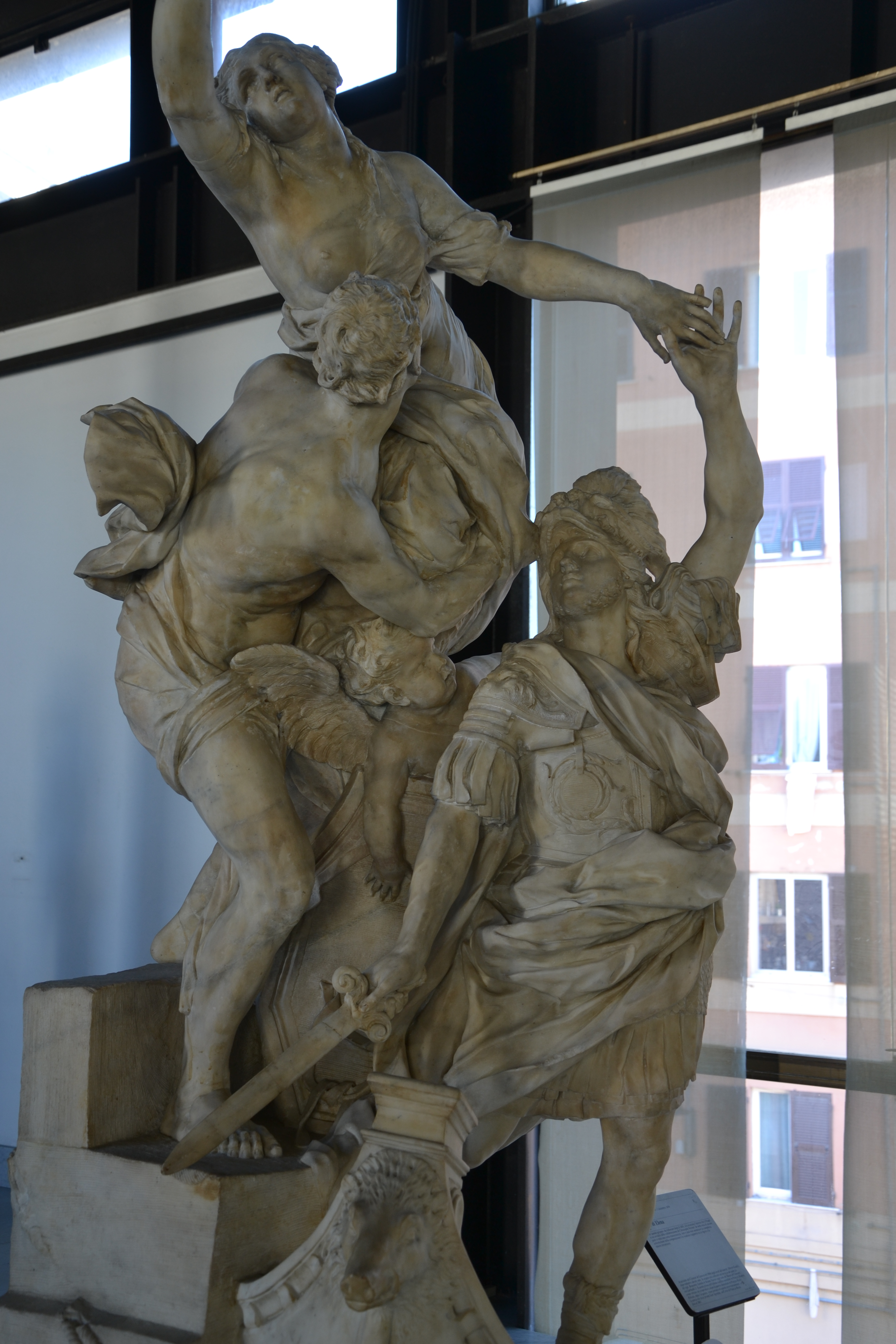
Pierre Puget, Porwanie Heleny

## Pozostała działalność
Oprócz stałej ekspozycji muzeum organizuje również wystawy specjalne oraz programy edukacyjne, przeznaczone zwłaszcza dla dzieci i szkół. Obok kościoła znajduje się teatr San Agostino, założony w 1701 roku, obecnie siedziba Fondazione Luzzati - Teatro della Tosse, który organizuje koncerty w nietypowych przestrzeniach, w bezpośrednim kontakcie z publicznością.